# All Is Quiet Now
All Is Quiet Now is het tweede studioalbum van de Belgische band Arid, in 2002 uitgebracht door Epic Records.

## Lijst van nummers
Alle nummers zijn geschreven door David Du Pré en Jasper Steverlinck, behalve "I Wish I Was All Of That", dat samengesteld is door Du Pré, Steverlinck en Filip Ros.
1. "All I Did (Was Get Close To You)" – 3:26
2. "You Are" – 3:24
3. "Silent Reproach" – 4:11
4. "The Body Of You" – 3:57
5. "Everlasting Change" – 3:02
6. "Wintertime" – 3:54
7. "I Wonder How Come" – 3:54
8. "Move Your Head" – 3:18
9. "I Wish I Was All Of That" – 3:26
10. "Million Lights" – 3:35